# نادي أورينسي لكرة السلة
نادي أورينسي لكرة السلة (بالإسبانية: Club Ourense Baloncesto)‏ هو فريق كرة سلة إسباني تأسس في سنة 1979 يقع في أورينسي. لعب في الدوري الإسباني لكرة السلة.

## أبرز اللاعبين
- سالفا أركو
- داريل آرمسترونغ
- خيسوس فرنانديز هرنانديز
- لوتشو فرنانديز
- ألبرت ميراليس
- أليكس لوغتون
- فيديريكو كاميريتشس

## وصلات خارجية
- الموقع الرسمي